# United States Army Installation Management Command
Das United States Army Installation Management Command (IMCOM) ist ein Hauptkommando der United States Army (Ausprägung: Direct Reporting Unit). Es  unterstützt die Truppenteile des Heeres mit Dienstleistungen und Infrastrukturen. Das Hauptquartier befindet sich in Fort Sam Houston (Texas).

## Geschichte
Das Kommando wurde am 24. Oktober 2006 aufgestellt. Der Grund hierfür war eine Straffung der Kommandostruktur, sodass folgende Einheiten in das IMCOM eingegliedert wurden:
1.) Installation Management Agency (IMA)

2.) Community and Family Support Center (jetzt in Family and Morale, Welfare and Recreation Command (FMWRC) umbenannt)

3.) Army Environmental Center (jetzt in Army Environmental Command (AEC) umbenannt).
Vor der Formierung des IMCOM wurden 184 Armee-Einrichtungen von 15 Hauptkommandos geführt.

## Aufbau
Das IMCOM ist in geografische Regionen/Garnisonen aufgegliedert:
- Installation Management Command West Region[4]
- Installation Management Command Northeast Region[5]
- Installation Management Command Southeast Region[6]
- Installation Management Command Pacific Region[7]
- Installation Management Command Europe Region[8]
- Installation Management Command Korea Region[9]

| IMCOM-West | IMCOM-Northeast | IMCOM-Southeast | IMCOM-Pacific | IMCOM-Europe (HQ Wiesbaden) | IMCOM-Korea                                                                |
| USAG Dugway Proving Ground USAG Fort Bliss USAG Carson USAG Fort Hood USAG Fort Huachuca NTC & USAG Fort Irwin USAG Fort Leavenworth USAG Fort Riley USAG Fort Sam Houston USAG Fort Sill USAG Joint Base Lewis-McChord USAG Presidio of Monterey USAG White Sands Missile Range USAG Yuma Proving Ground Combat Support Training Center Deseret Chemical Depot Hawthorne Army Depot Kansas AAP Lone Star AAP McAlester AAP Pueblo Chemical Depot Red River Army Depot Riverbank AAP Sierra Army Depot Tooele Army Depot Umatilla Chemical Depot Concord MOT Corpus Christi Army Depot | Carlisle Barracks USAG Adelphi Laboratory Center USAG Fort A.P. Hill USAG Fort Belvoir USAG Fort Detrick USAG Fort Devens USAG Fort Dix USAG Fort Drum USAG Fort Eustis USAG Fort Hamilton USAG Fort Lee USAG Fort Leonard Wood USAG Fort Meade USAG Fort McCoy USAG Fort Monmouth USAG Fort Monroe USAG Fort Story USAG Joint Base Myer-Henderson Hall Soldiers System Center / Natick USAG Picatinny Arsenal USAG Rock Island Arsenal USAG West Point Aberdeen Proving Ground Crane AAP Detroit Arsenal Iowa AAP Lake City AAP Letterkenny AD Lima Army Tank Pit Newport Chemical Depot Radford AAP Scranton AAP Watervliet Arsenal | USAG Fort Benning USAG Fort Bragg USAG Fort Buchanan USAG Fort Campbell USAG Fort Gordon USAG Fort Jackson USAG Fort Knox USAG Fort McPherson USAG Fort Polk USAG Fort Rucker USAG Fort Stewart USAG Redstone Arsenal USAG Miami Anniston Army Depot Blue Grass Army Depot Holston AAP Milan AAP Mississippi AAP Pine Bluff Arsenal Sunny Point MOT | USAG Fort Greely USAG Fort Richardson USAG Fort Wainwright USAG Hawaii USAG Japan USAG Oahu USAG Pohakuloa Training Area USAG Torii Station | USAG Ansbach USAG Bamberg USAG Baumholder (ehemals) USAG Bavaria USAG Benelux USAG Darmstadt (ehemals) USAG Garmisch (ehemals) USAG Grafenwoehr (ehemals) USAG Heidelberg USAG Hessen (ehemals) USAG Hohenfels USAG Kaiserslautern (ehemals) USAG Livorno USAG Mannheim USAG Rheinland-Pfalz USAG Schinnen USAG Schweinfurt USAG Stuttgart USAG Vicenza USAG Wiesbaden | USAG Daegu USAG Camp Red Cloud USAG Yongsan USAG Camp Casey USAG Humphreys |

## Sonstiges
Jährlich wird der IMCOM Best Warrior („bester Krieger“ des IMCOM) durch interne Wettbewerbe ermittelt.

## Liste der Kommandierenden Generale

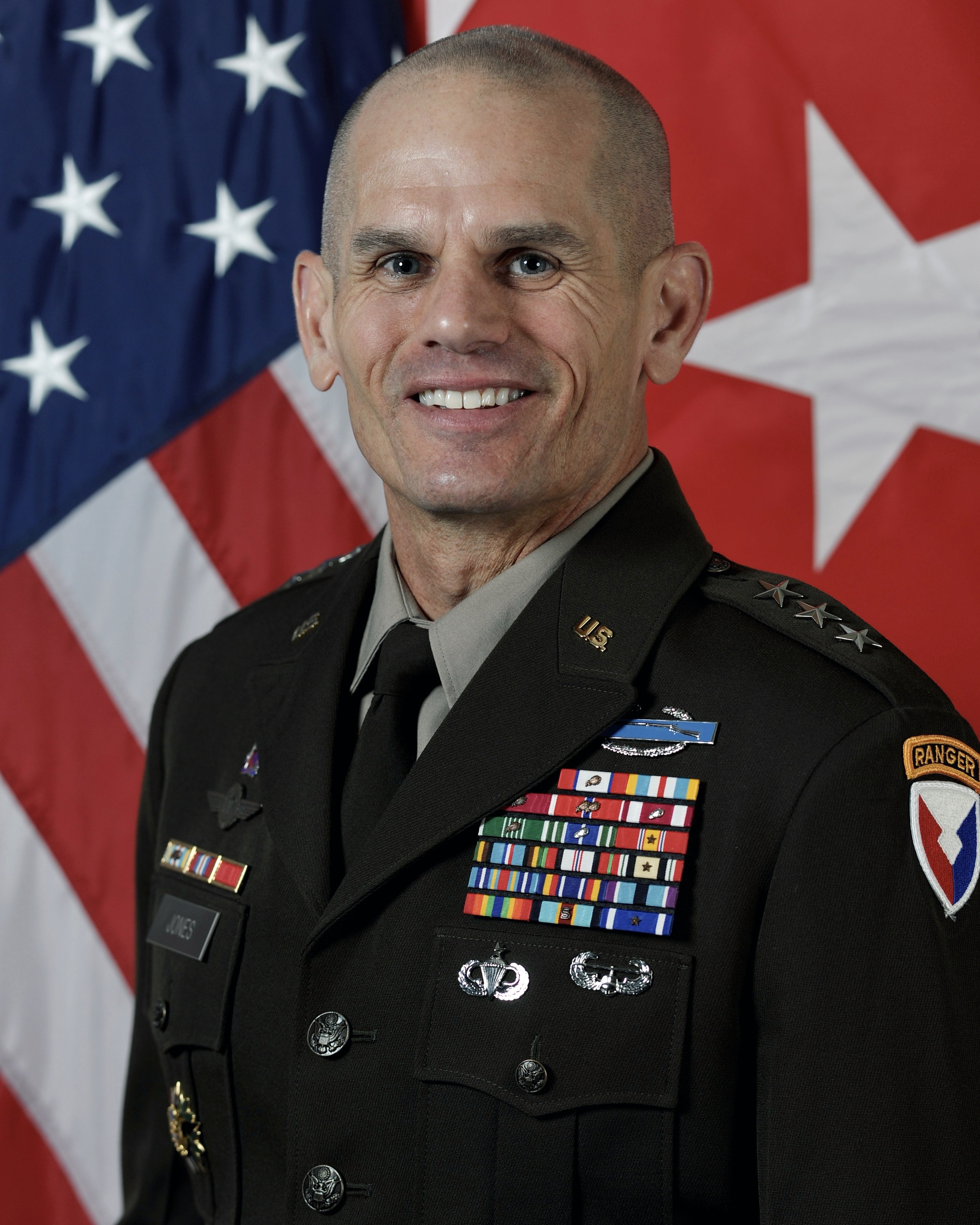
Omar J. Jones IV

| Name                            | Beginn der Berufung | Ende der Berufung |
| ------------------------------- | ------------------- | ----------------- |
| Omar J. Jones IV                | 5. Juli 2022        | amtierend         |
| Douglas Gabram                  | 22. Juni 2020       | 5. Juli 2022      |
| Timothy McGuire (kommissarisch) | 15. August 2019     | 22. Juni 2020     |
| Bradley Becker                  | 5. September 2018   | 15. August 2019   |
| Kenneth R. Dahl                 | 3. November 2015    | 5. September 2018 |
| David D. Halverson              | 8. April 2014       | 3. November 2015  |
| Michael Ferriter                | 17. November 2011   | 8. April 2014     |
| Rick Lynch                      | 2. November 2009    | 17. November 2011 |
| Robert Wilson                   | 24. Oktober 2006    | 2. November 2009  |